# Erquinghem-Lys

Erquinghem-Lys este o comună în departamentul Nord, Franța. În 1 ianuarie 2022 avea o populație de 5.349 de locuitori.